# Cité internationale de la langue française
Pour les articles homonymes, voir CILF.
La Cité internationale de la langue française (parfois abrégée CILF,) est un lieu culturel entièrement consacré à la langue française et aux cultures francophones. Elle a pris place au château de Villers-Cotterêts, dans le département de l'Aisne, en région Hauts-de-France. Ce château est le lieu même où le roi François Ier a signé l'ordonnance de 1539 rendant obligatoire l'usage du français dans les actes de l'administration et de la justice en France.
Annoncée en 2018 par Emmanuel Macron, président de la République française, et inaugurée par lui en 2023, la Cité est administrée par le Centre des monuments nationaux (CMN).

## Histoire
Le 20 mars 2018, Emmanuel Macron a annoncé sa volonté de faire du lieu historique qu'est le château de Villers-Cotterêts un « pilier symbolique » de la francophonie. Il s'y était déjà engagé lors d'une visite au château le 17 mars 2017 dans le cadre de sa campagne à l'élection présidentielle.

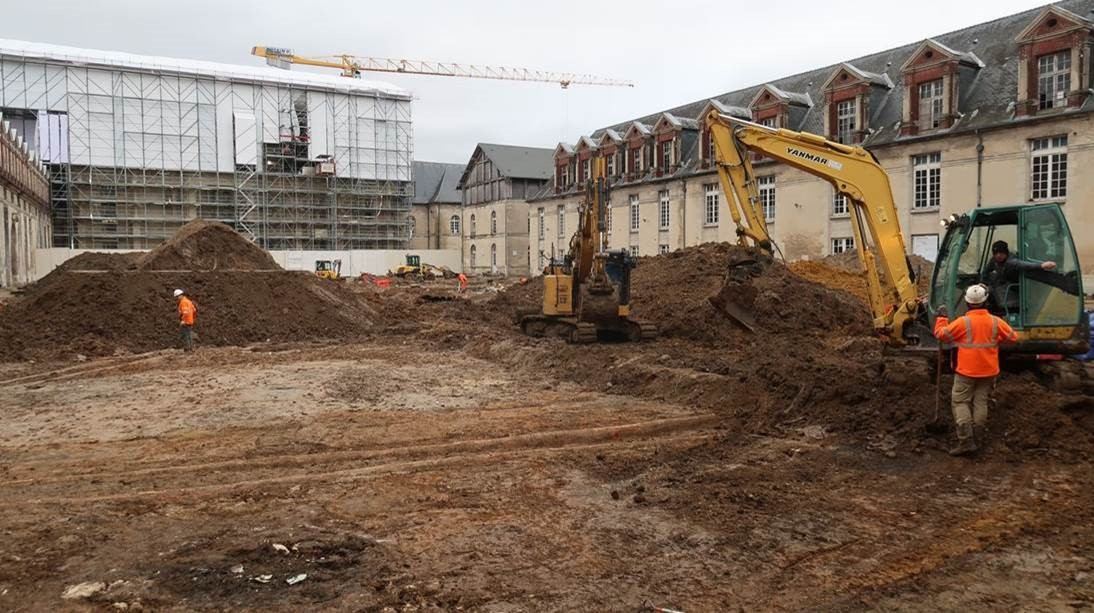
Chantier de restauration du château de Villers-Cotterêts, dans la cour des offices, en 2021.

Le projet de restauration du château a fait appel à des expertises multiples. Le Centre des monuments nationaux (CMN), maître d'ouvrage du projet, en a confié la maîtrise d'œuvre à Olivier Weets, architecte en chef des monuments historiques. La mission du CMN était de mener les travaux de restauration, d'en documenter l'histoire, de nettoyer les sculptures du XVIe siècle, de restaurer — en utilisant des savoir-faire ancestraux — les planchers, toitures, escaliers Renaissance… Il s'agit d'un projet « très politique », destiné à s'inscrire dans le temps et dans l'histoire, à l'image des présidents bâtisseurs que furent Pompidou (Centre Pompidou), Giscard d'Estaing (Musée d'Orsay, Cité des sciences et de l'industrie), Mitterrand (politique de grands travaux), ou Chirac (musée du Quai Branly). Par ses 210 millions d'euros investis dans le projet, il s'agit du deuxième plus gros chantier culturel du président Macron après la reconstruction de Notre-Dame de Paris.
L'atelier Projectiles est responsable de tous les aménagements intérieurs ainsi que du « ciel lexical » et de la scénographie du parcours permanent,,.

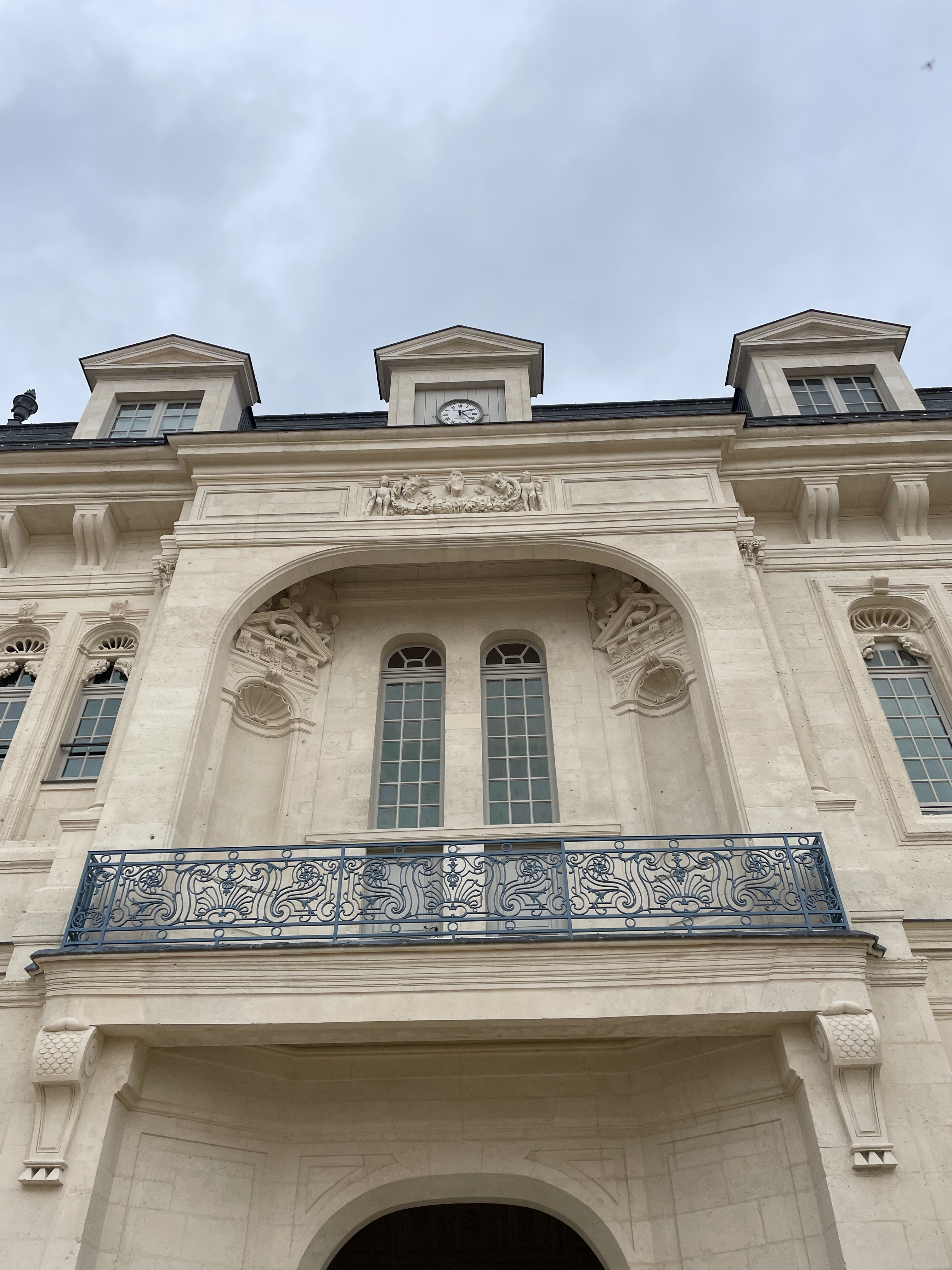
Façade du logis royal du château de Villers-Cotterêts après restauration.

Le projet est concrétisé par un partenariat entre le Centre des monuments nationaux et l'Organisation internationale de la francophonie (OIF), matérialisé par une convention-cadre signée le 22 juillet 2021.
La découverte lors des fouilles préventives d'un château antérieur sous les fondations de l'édifice actuel, puis l'effondrement d'un mur intérieur à l'été 2021, ainsi que la pandémie de Covid-19 et la pénurie de matériaux, ont repoussé à plusieurs reprises la fin des travaux,,.
Alors qu'il était toujours en chantier, le château a été partiellement ouvert au public en mars 2022, à l'occasion de la semaine de la francophonie. En juin 2022, il a accueilli les auditrices et les auditeurs du Cycle des hautes études de la culture (CHEC), organisé par le ministère de la Culture.
Le 9 octobre 2023, l'ordonnance de Villers-Cotterêts a quitté les Archives nationales de France pour retrouver sa ville d'origine. Elle doit être présentée quatre mois dans le parcours de visite de la Cité.
L'inauguration de la Cité était initialement prévue le 19 octobre 2023, mais a été repoussée en raison des obsèques de Dominique Bernard,. Elle a finalement été inaugurée le 30 octobre par Emmanuel Macron et ouverte au public le 1er novembre.
Le 19e Sommet de la francophonie s'y est tenu en octobre 2024, pour la première fois en France depuis 1991.
L'objectif de fréquentation annuelle de 200 000 visiteurs a été dépassé dès la première année avec plus de 260 000 visiteurs dont 15 000 scolaires.

## Description
Le château de Villers-Cotterêts est construit en 1532 par François Ier, alors roi de France. Il est bordé par la forêt de Retz.
Au sein du château, la Cité internationale de la langue française propose des espaces d'exposition permanente et temporaires, un auditorium. Un café, une librairie ou encore le « ciel lexical » sont des espaces ouverts au public, en accès libre. Lieu de formation et d'apprentissage de la langue, c'est aussi un lieu de résidences, en son pôle de création et d'innovation en lien avec la langue française.

### Parcours permanent

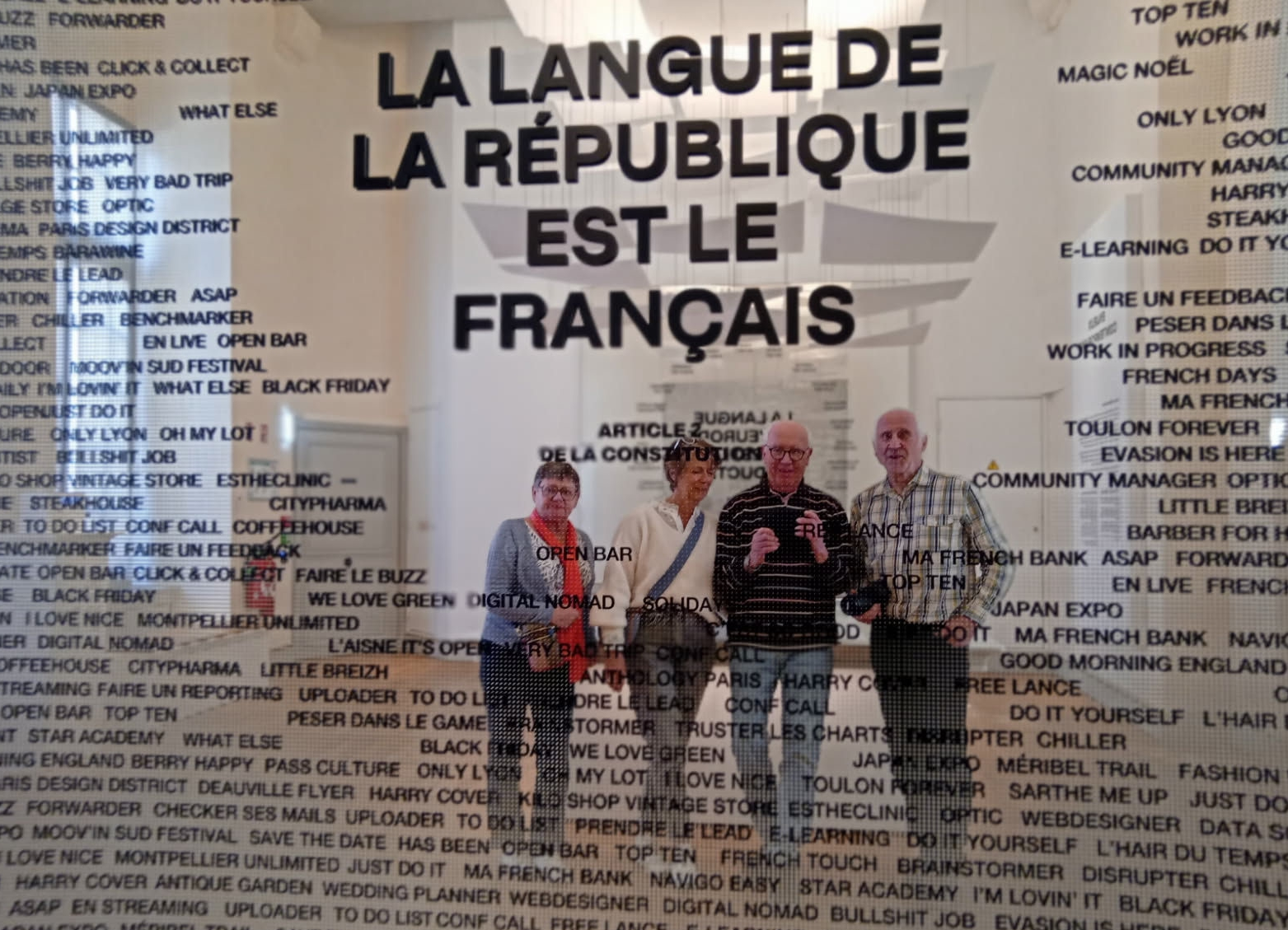
La langue de la République est le français. Article 2 de la Constitution.

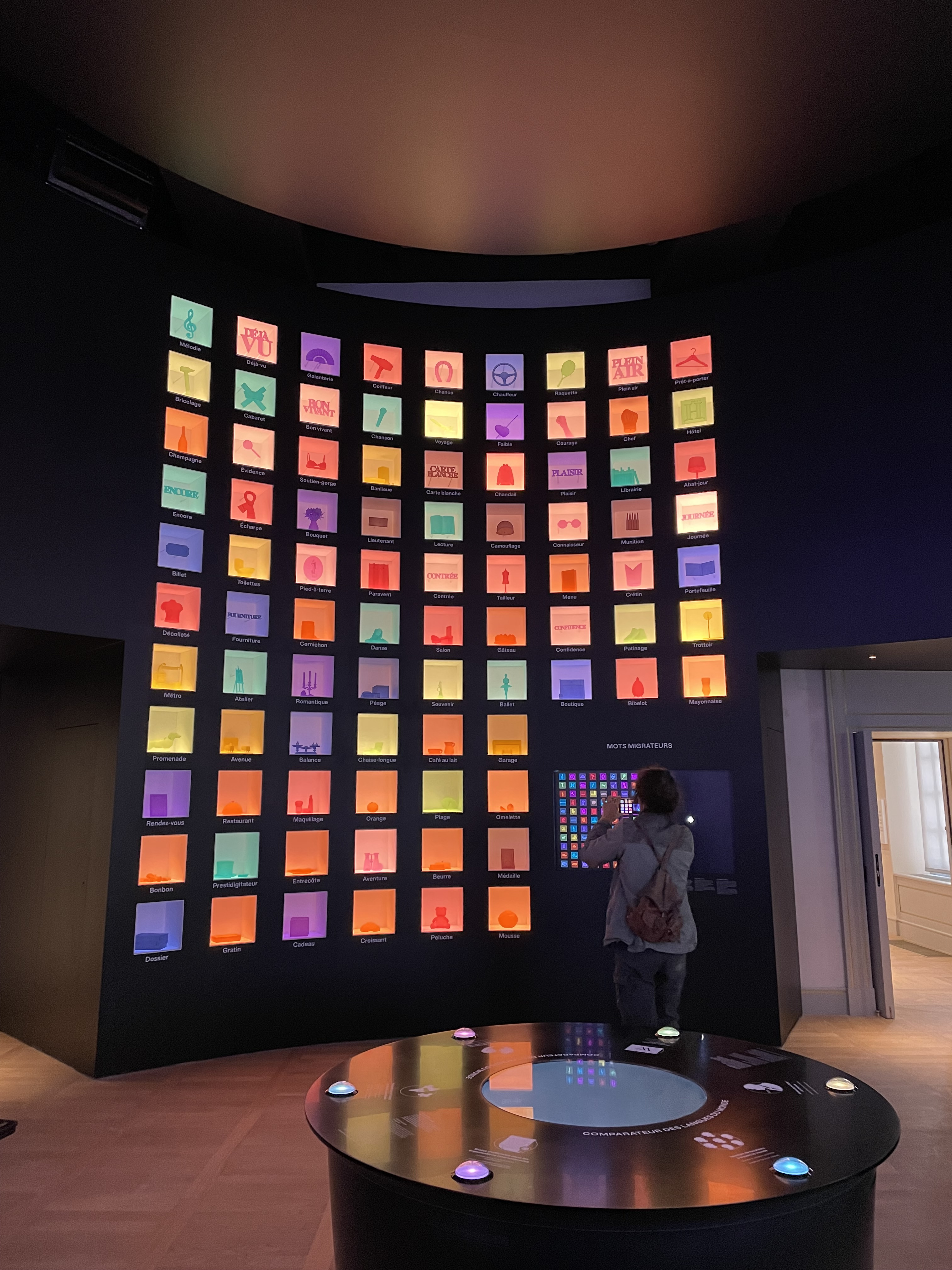
Parcours de visite de la Cité internationale de la langue française au château de Villers-Cotterêts.

Le parcours d'exposition de la Cité internationale de la langue française est entièrement consacré à la langue française. Il a été mis en place sous le commissariat scientifique de Xavier North, délégué général à la langue française et aux langues de France du ministère de la Culture de 2007 à 2014, de Barbara Cassin, commissaire principale, philologue, membre de l'Académie française, de Zeev Gourarier, ancien directeur scientifique et des collections du Mucem de Marseille, et de Hassane Kassi Kouyaté, directeur du festival des Francophonies,. 
Le parcours est le fruit d'une réalisation collective et a mobilisé de nombreuses expertises : linguistes, historiens, auteurs ou humoristes. Plusieurs partenaires y ont contribué, dont la Délégation générale à la langue française et aux langues de France (DGLFLF) du ministère de la Culture, TV5 Monde, Radio France internationale, l'Organisation internationale de la francophonie, la Fédération internationale des professeurs de français, le festival des Francophonies, la Bibliothèque nationale de France, l'Académie française….
Une salle d'introduction présente le château de Villers-Cotterêts et son territoire. 
Le parcours de visite est constitué de 15 salles réparties en trois sections, : « Une langue-monde », « Une invention continue » et « Une affaire d'État ». Il présente l'« aventure du français », sa diffusion dans le monde, son évolution au contact des autres langues, son lien à la construction politique de la nation, son rapport aux langues régionales, sa constante réinvention.

### Programmation culturelle

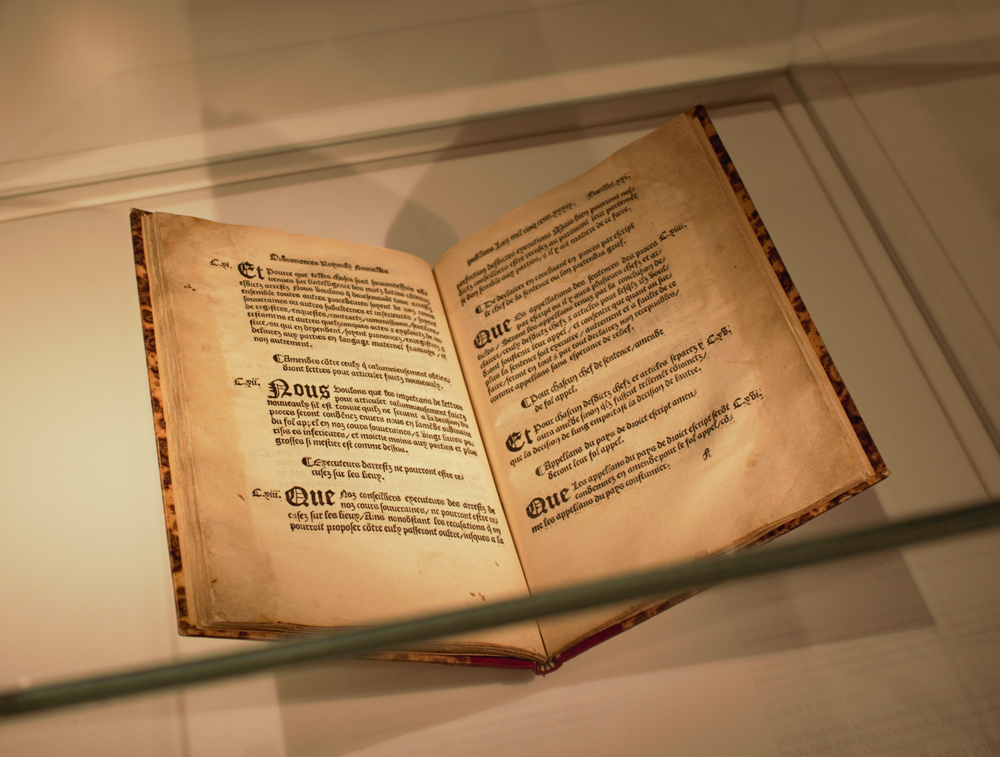
Ordonnance de Villers-Cotterêts prêtée par les Archives nationales.

Une surface de 400 m2 est consacrée à la présentation d'expositions temporaires. L'ancienne salle de jeu de paume deviendra un auditorium pour accueillir des concerts, des spectacles ou des débats,.

### Le «ciel lexical»

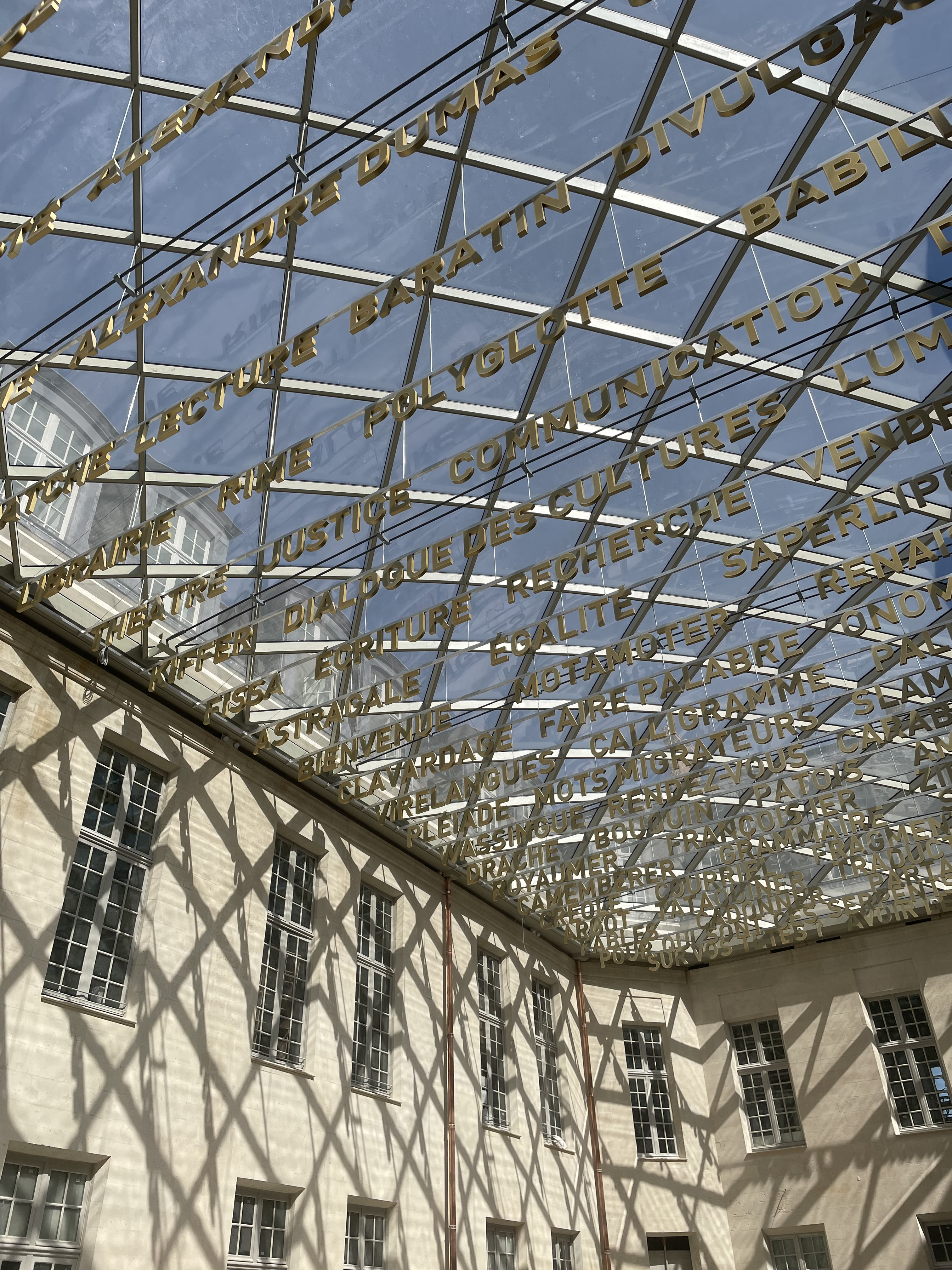
« Ciel lexical » dans la cour du jeu de paume.

La cour du Jeu de paume est un espace ouvert. Il est possible de la traverser librement pour se rendre au centre-ville de Villers-Cotterêts ou à la forêt de Retz.
Une verrière a été créée et recouvre toute la cour. Elle a été conçue par l'architecte en chef des monuments historiques, Olivier Weets. La verrière est complétée d'un « ciel lexical », constitué de cent mots en suspension, dont le choix a été fait avec les Cotteréziens.

### L'œuvre de Joël Andrianomearisoa

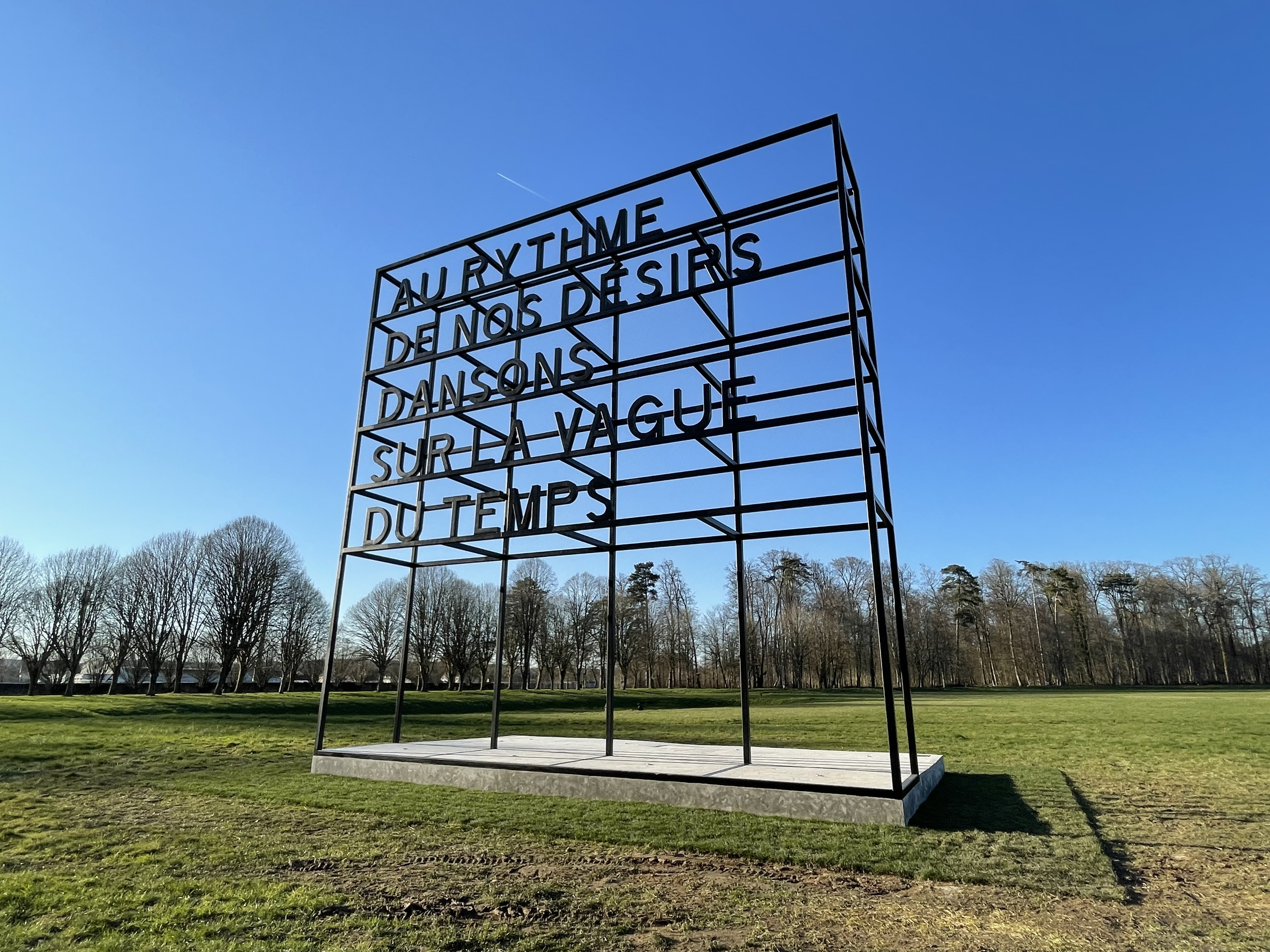
« Au rythme de nos désirs dansons sur la vague du temps » de Joël Andrianomearisoa.

Une création contemporaine a été commandée à l'artiste Joël Andrianomearisoa pour la Cité internationale de la langue française, dans le cadre de « Mondes nouveaux », le programme de commande publique du ministère de la Culture, inscrit au plan de relance. Elle a été inaugurée le 16 mars 2022 par Roselyne Bachelot, alors ministre de la Culture,, dans le cadre de la première ouverture partielle du château au public pour la semaine de la francophonie.
Intitulée « Au rythme de nos désirs dansons sur la vague du temps », l'œuvre monumentale consiste en ces onze mots inscrits en News Gothic MT Bold sur une structure métallique noire à l'esthétique d'enseigne. Elle s'élève dans le parc du château, où elle fait face à la forêt de Retz.

## Direction
La cité est dirigée depuis le 18 janvier 2023 par Paul Rondin, précédemment administrateur du Centre dramatique national d'Orléans,, secrétaire général de l'Odéon-Théâtre de l'Europe et directeur délégué du Festival d'Avignon,.

## Polémiques
Dans son rapport publié en mars 2024, la Cour des Comptes relève des incongruités concernant le financement du projet de la Cité internationale de la langue française. Ainsi du doublement du budget entre le début et la fin du projet, qui passe de 110 millions d'euros en 2019 à 234 millions d'euros à sa livraison. Pour financer le surcoût et faire avancer le projet, 100 millions sont pris sur le plan de relance,. D'autre part, dans le budget initial, une somme de 30 millions d'euros provenant d'une enveloppe financée par le programme d'Investissements d'avenir (PIA3) a été réservée, alors que celui-ci répond à des priorités nationales dont le choix est, selon la Cour des Comptes, « contestable au vu de l'absence de lien avec l'objet du programme auquel ils sont rattachés ». Enfin, le pilotage des crédits exceptionnels par le secrétariat général pour l'Investissement tient à l'écart de tout contrôle le ministère de tutelle et le Parlement.

## Publications
- Leïla Slimani (dir.), Nos langues françaises (publié à l'occasion de la journée de la francophonie organisée au château de Villers-Cotterêts en mars 2022, en préfiguration de l'ouverture de la Cité internationale de la langue française), Paris, Centre des monuments nationaux, Éditions du Patrimoine, 31 mars 2022, 111 p., broché et illustré, 20 cm (ISBN 978-2-7577-0812-5)[53] avec des contributions de Zeina Abirached, Miniya Chatterji, Alexandre Duval-Stalla, Faïza Guène, Angélique Kidjo, Noémie D. Leclerc, Hubert Lenoir, André Markowicz, Dai Sijie, Richard Texier, Lilian Thuram, Beata Umubyeyi Mairesse et Fawzia Zouari[54].
- Barbara Cassin (dir.), Le livre d'une langue, Paris, Centre des monuments nationaux, Éditions du Patrimoine, 26 octobre 2023, 311 p., illustré, 25 cm (ISBN 978-2-7577-0811-8)[55].
- Xavier Bailly et Valérie Senghor, Le Château de Villers-Cotterêts - Cité internationale de la langue française, Paris, Centre des monuments nationaux, Éditions du Patrimoine, coll. « Regards », 2 novembre 2023, 64 p., illustré, 26 cm (ISBN 978-2-7577-0875-0) ; rééd. 2024  (ISBN 978-2-7577-1024-1).
- Bertrand Dicale, C'est une chanson qui nous ressemble : succès mondiaux des musiques populaires francophones (chroniques et podcasts de l'émission éponyme de Bertrand Dicale sur France Info, publié à l'occasion de l'exposition éponyme présentée à Villers-Cotterêts, Cité internationale de la langue française, 19 juin 2024 – 5 janvier 2025), Paris, Éditions du Patrimoine, Centre des monuments nationaux, 2024, 219 p., 21 cm (ISBN 978-2-7577-0973-3).